# Inicio (Riello)

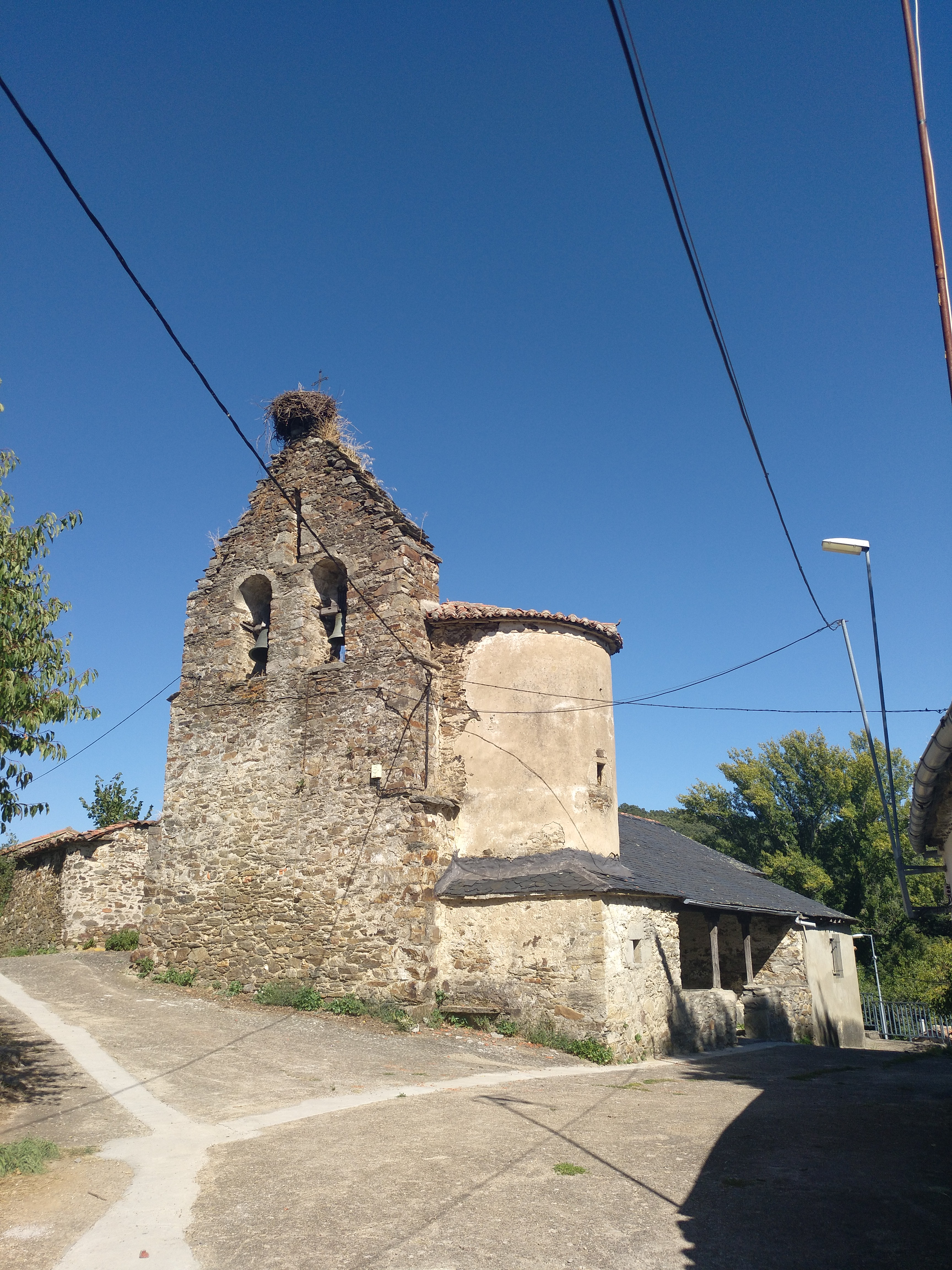
Iglesia de Inicio

Inicio es una población de la comarca de Omaña, perteneciente al municipio de Riello, en la provincia de León a 49,2 km por carretera al noroeste de León, comunidad autónoma de Castilla y León. Está situado en la ribera del Omaña.

## Geografía física
Inicio se encuentra a 1020 m s. n. m. en el valle del Omaña, en el punto en donde se une a este su afluente el  Negro. Se ubica al sudeste de la comarca de Omaña, en el límite sur de la cordillera Cantábrica y al este de la sierra de Gistredo. Según la clasificación climática de Köppen, la población se encuentra en la zona Csb, que corresponde a un clima de transición entre el mediterráneo y el atlántico, con veranos suaves en los que la media del mes más cálido supera los 10 °C durante cinco o más meses pero no rebasa los 22 °C. Las medias anuales medias están por debajo de los 9 °C, y las precipitaciones cerca de los 1000 mm anuales, con veranos secos.

## Naturaleza
Inicio se encuentra dentro de la Reserva de la Biosfera de los valles de Omaña y Luna
 y es un Lugar de Importancia Comunitaria (LIC) y Zona de Especial Protección para las Aves (ZEPA). La vegetación y fauna en las cercanías de la población son típicas de los bosques de la ribera del Omaña; son comunes los negrillos, alisos, sauces, fresnos y chopos, que crean un paisaje protegido llamado bosque de túnel. Entre los mamíferos son destacables las nutrias; el río Omaña es también famoso por sus truchas.

## Geografía humana
Inicio es un núcleo de pequeño tamaño. Según el Instituto Nacional de Estadística de España, contaba con 24 habitantes en 2015, dieciséis hombres y ocho mujeres. Según los datos de Madoz, a mediados del siglo XIX el pueblo tenía 163 vecinos. El descenso demográfico es consecuencia de la emigración que se produjo durante el siglo XX y del consiguiente envejecimiento de la población.

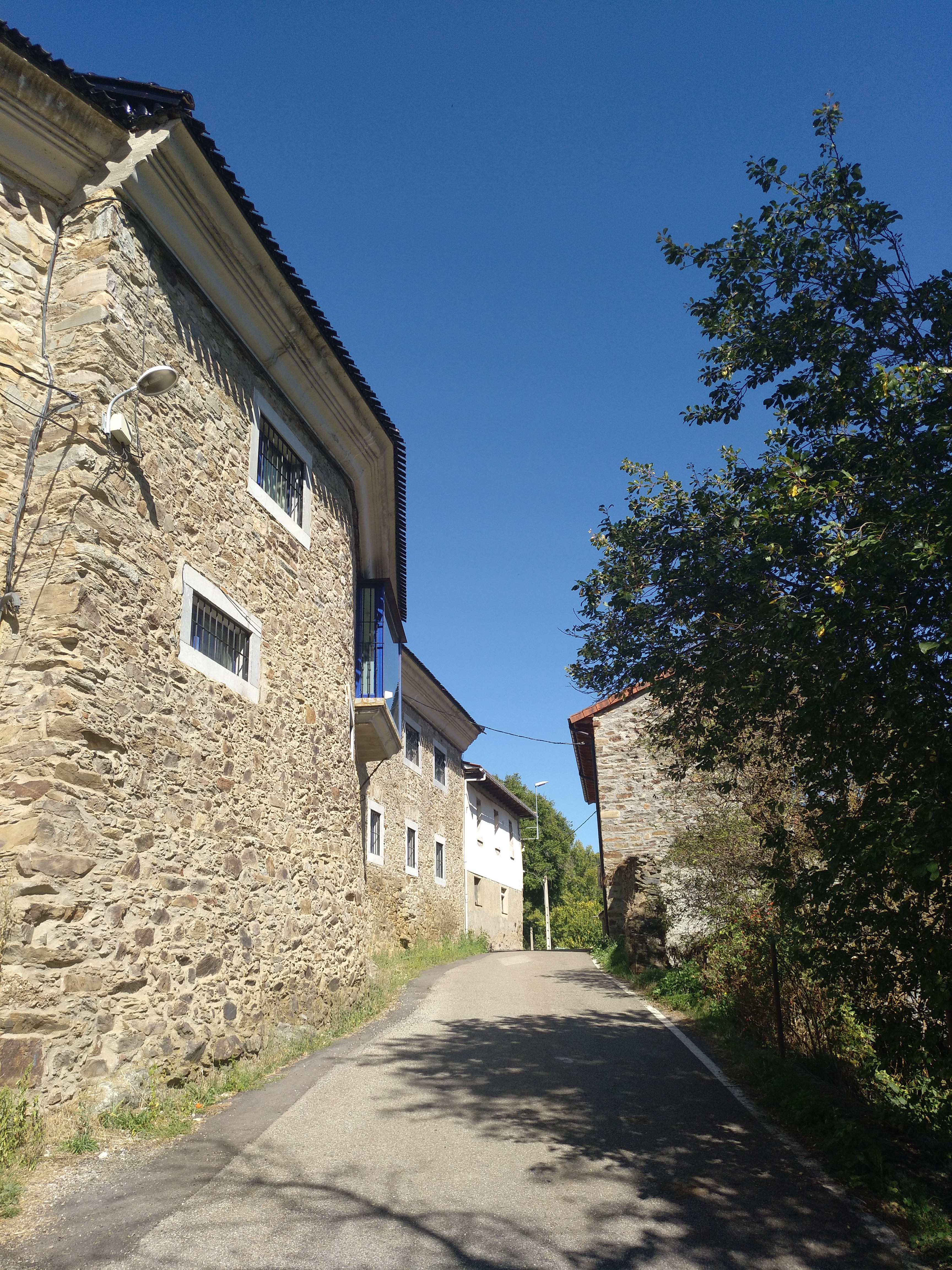
Vista de Inicio

| Gráfica de evolución demográfica de Inicio (León) entre 2000 y 2015                                   |
| |
| Población según la relación de unidades poblacionales del Instituto Nacional de Estadística (España). |

## Historia
Inicio estaba bajo la jurisdicción del marqués de Inicio y conde de Rebolledo. Los marqueses de Inicio pertenecían a uno de los linajes más antiguos del reino de León, los Tusinos y estuvieron involucrados, junto con otras ramas de la familia en un pleito de dos siglos contra los marqueses de Astorga.[cita requerida] Tras la abolición de los señoríos jurisdiccionales por las Cortes de Cádiz pasó a ser cabeza de municipio hasta la segunda mitad del siglo XIX. Según Madoz, el Concejo de Inicio incluía las poblaciones de Castro, Campo y Santibáñez de la Lomba,  Rosales, Andarraso, Valdesamario y Murias de Ponjos. Entre 1842 y 1857 se desgajan Valdesamario y Murias de Ponjos del Municipio y en 1860 Campo se convierte en la cabeza de municipio, quedando Inicio incorporado administrativamente, además de geográficamente, a la Lomba. Desde 1970 pertenece a Riello (León).